# Riitta Pylkkänen
Riitta Valpuri Pylkkänen, född 10 augusti 1910 i Gustavs, död 28 november 1982 i Esbo, var en finländsk historiker. Hon var dotter till författaren Volter Kilpi.
Pylkkänen blev filosofie doktor 1956. Hon anställdes 1945 vid arkeologiska kommissionen och var 1959–1975 chef för Nationalmuseum. Hon blev känd främst för sina undersökningar om renässans- och barockmodet i Finland samt om den äldre ryatraditionen i landet. Hon förlänades professors titel 1973. 